# Петров, Анатолий Владимирович
Анато́лий Влади́мирович Петро́в (род. 30 июля 1958, Ленинград, РСФСР) — советский и российский актёр театра и кино, Заслуженный артист Российской Федерации (1994).

## Биография
Анатолий Петров родился 30 июля 1958 года в Ленинграде. Окончил Российский государственный институт сценических искусств в 1981 году (мастерская Р. С. Агамирзяна). Играл в Молодёжном театре на Фонтанке и театре «Балтийский дом». С 1995 года — артист Большого драматического театра в Санкт-Петербурге.
В феврале 2009 года награждён медалью Пушкина. В 2015 году стал лауреатом специального приза премии «Золотая маска» в составе актёрского ансамбля спектакля «Пьяные» БДТ.
Профессионально занимается дубляжем и озвучиванием.
Женат на актрисе Елене Соловьёвой.

## Фильмография
- 1975 — Дневник директора школы — школьник
- 1980 — Разжалованный — пассажир на аэровокзале
- 1981 — Это было за Нарвской заставой
- 1983 — Ювелирное дело — милиционер Игорь
- 1987 — Моонзунд — матрос
- 1989 — Двадцать минут с ангелом — незнакомец с деньгами
- 1991 — Лошадь, скрипка и немножко нервно…
- 1993 — Конь Белый — Новожилов
- 1995 — Полубог (фильм-спектакль) — друг Юрьевой
- 1997 — Царевич Алексей — Кикин, друг Алексея
- 1998 — Горько! — охранник ЗАГСа
- 2000 — Бандитский Петербург. Фильм 2. Адвокат — Валерий Степанович Чернов, оперуполномоченный, завербованный «Антибиотиком» (1, 5, 8—10 серии)
- 2000 — Луной был полон сад — Андрей, сын
- 2002 — Недлинные истории — Ермилов
- 2002 — Спецназ — Лилин
- 2003 — Спецназ 2 — Лилин
- 2004 — Спецназ по-русски 2 — полковник ФСБ Силин («Юстас»)
- 2004 — Потерявшие солнце — Михаил Максаков, опер, друг Челышева
- 2005 — Нелегал — Адриянов, сотрудник советских спецслужб
- 2005 — Перед заходом солнца (фильм-спектакль) — Ганефельдт
- 2005 — Принцесса и нищий — профессор, военный врач
- 2005 — Убойная сила 6 — Трофимов (серия «Контрольная закупка»)
- 2005 — Братва — Самойлов
- 2006 — Маскарад (фильм-спектакль) — Маска
- 2006 — Возвращение Мухтара (2—3 сезоны) —
- 2007 — Качели — следователь
- 2007 — Морские дьяволы 2 — Лукин
- 2007 — Тайны следствия 7 — Михаил Мацкевич
- 2007 — Слепой 3 — Илья Алексеевич Серов
- 2008 — Августейший посол
- 2008 — Каменская 5 — Михаил
- 2008 — Трудно быть мачо — сотрудник службы безопасности супермаркета
- 2009 — Деревенский романс
- 2009 — Последний кордон — главврач
- 2009 — Когда растаял снег — Шенберг, майор абвера
- 2009 — Одержимый (Джек Потрошитель) — Вадим Юрьевич Безруков, следователь
- 2009 — Частный сыск полковника в отставке — Михаил Инков, компаньон Бориса Конышева
- 2010 — Тульский-Токарев — Валерий Михайлович Усенков, подполковник из инспекции по личному составу
- 2009 — Счастливый отец — майор милиции
- 2011 — Счастливчик Пашка — мэр
- 2011 — Наркомовский обоз — Анатолий Хомяков, старший политрук
- 2011 — Настоящие — Егоров, кандидат в мэры
- 2012 — Военная разведка: Первый удар (фильм 1-й «Спасти академика») — майор Зиберт
- 2013 — Морские дьяволы Смерч. Судьбы — Павлов
- 2013—2014 — Карпов (2—3 сезоны) — Григорий Павлович Петров, бывший заместитель начальника ГУВД города Москвы, бывший генерал-майор милиции, кандидат в мэры/мэр/бывший мэр города Лесной
- 2014 — Сердце ангела — Сергей Михайлович Арсеньев, политик
- 2014 — На рубеже. Ответный удар — Сергей Михайлович Арсеньев, депутат
- 2015 — Знать будущее. Жизнь после Ванги 2 (документальный) — Семёнов, врач
- 2017 — Крылья империи — начальник охранки
- 2018 — Губернатор (фильм-спектакль) — Лев Андреевич Козлов, чиновник по особым поручениям
- 2018 — Знахарь — Вадим Сергеевич Губарев (Губа), криминальный бизнесмен
- 2018 — Пустыня — Леонид Михайлович, генерал ФСБ
- 2022 — Капкан на судью — Антон Сергеевич Павлов, прокурор города, старший советник юстиции
- 2024 — ГДР — Хэд, агент КГБ

## Озвучивание мультфильмов
- 1999—2000 — Приключения в Изумрудном городе — дух Стеклянного шара / некоторые из Мигунов / Волшебник Оз / голос Книги Событий / Жук-Кувыркун / подземные гномы
- 2003 — Карлик Нос — сапожник Хайнц / покупатель/ городские стражники / глашатай / кузнец / помощник гончара
- 2004 — Алёша Попович и Тугарин Змей — Тихон / дуб / ростовчанин
- 2006—н.в — Лунтик и его друзья (Приключения Лунтика и его друзей) — генерал Шер / паук Шнюк (за исключением серии ''Дедушка Шнюк'') / Корней Корнеевич (за исключением серии ''Индейцы'') / жук-врач (в серии ''Притворщики'')
- 2006 — Добрыня Никитич и Змей Горыныч — крымский хан Бекет
- 2007 — Илья Муромец и Соловей-Разбойник — погонщик слона / слуга Василевса / пройдоха / конюх Степан
- 2007 — Маленькая Василиса — мужик / рассказчик
- 2008 — Правдивая история о трёх поросятах — Александр Волк
- 2010 — Три богатыря и Шамаханская царица — Тихон / сэнсэй / страж мечети
- 2011 — Иван Царевич и Серый Волк — повар
- 2012 — Три богатыря на дальних берегах — Тихон / крымский хан Бекет / старый папуас
- 2013 — Как поймать перо Жар-Птицы — царь Афон
- 2013 — Иван Царевич и Серый Волк 2 — старшина
- 2015 — Три богатыря. Ход конём — Тихон / боярин Онуфрий
- 2015 — Крепость: Щитом и мечом — Станислав Жолкевский, польский гетман / рабочий на глиняном заводе
- 2015 — Иван Царевич и Серый Волк 3 — Соловей-разбойник
- 2016 — Три богатыря и морской царь — боярин Антип
- 2017 — Три богатыря и принцесса Египта — боярин Антип
- 2018 — Три богатыря и наследница престола — боярин Антип / заморский посол
- 2019 — Иван Царевич и Серый Волк 4 — некто
- 2020 — Конь Юлий и большие скачки — боярин Антип
- 2021 — Три богатыря и Конь на троне — боярин Антип
- 2023 — Три богатыря и Пуп Земли — Тихон / боярин Антип

## Дубляж и закадровое озвучивание

### Фильмы

#### Адам Сэндлер
- 2004 — 50 первых поцелуев — Генри Рот[7]
- 2006 — Клик: С пультом по жизни — Майкл Ньюман[7]

### Телесериалы
- 1978 — Даллас — Рэнди (Брэд Питт), Джейм Ричард Бомонт (Саша Митчелл), Гарте (Джордж Кеннеди), Бобби (Патрик Даффи)[7]
- 1985 — Детективное агентство «Лунный свет» — Дэвид Эддисон Мл. (Брюс Уиллис)[7]

### Компьютерные игры
- 2002 — Шторм: Солдаты неба (Бука)
- 2003 — Карлик Нос — городские стражники
- 2004 — Особенности национальной рыбалки — иранский пограничник / Кузьмич
- 2005 — Велиан
- 2005 — Алёша Попович и Тугарин Змей — Тихон / писарь-толмач / один из ростовчанинов
- 2006 — Добрыня Никитич и Змей Горыныч — Колыван / Князь Киевский / купец Ерёма / один из карликов-кузнецов / торговец арбузами / карлик-изобретатель
- 2006 — Лунтик. Подготовка к школе — генерал Шер
- 2007 — Лунтик. Математика для малышей — генерал Шер / паук Шнюк
- 2007 — Лунтик. Русский язык для малышей — генерал Шер / паук Шнюк / Корней Корнеевич
- 2007 — Лунтик. Английский язык для малышей — генерал Шер / паук Шнюк / Корней Корнеевич
- 2007 — Лунтик. Развивающие задания для малышей — генерал Шер / Корней Корнеевич
- 2007 — Илья Муромец и Соловей-Разбойник — Леший / голландец-интурист / погонщик слона / Великий гуру, Заклинатель змей (и других животных) / охранник со жвачкой / один из охранников тюрьмы / охранник камеры с Доходягой
- 2008 — Лунтик учит буквы — генерал Шер
- 2008 — Лунтик учит цифры — Корней Корнеевич
- 2009 — Лунтик познаёт мир — генерал Шер / паук Шнюк / Корней Корнеевич
- 2009 — Лунтик учит правила — генерал Шер
- 2010 — Лунтик. Хочу всё знать — генерал Шер / Корней Корнеевич
- 2010 — Лунтик. Тренируем память и внимание — паук Шнюк / Корней Корнеевич
- 2010 — Лунтик. География для малышей — генерал Шер / паук Шнюк / Корней Корнеевич
- 2010 — Три богатыря и Шамаханская царица — посланник царицы / боярин-доносчик / один из волков / праведник в беседке / ангел-привратник / стражники дворца Князя Киевского / бармен в пабе / продавец селёдки / стражник во дворце короля Артура / продавец одежды / продавец рыбы

## Награды и звания
- Орден «За заслуги в культуре и искусстве» (3 марта 2025 года) — за заслуги в области культуры и искусства, многолетнюю плодотворную деятельность[8].
- Орден Дружбы (13 июня 2019 года) — за большой вклад в развитие отечественной культуры и искусства, многолетнюю плодотворную деятельность[9].
- Медаль Пушкина (5 февраля 2009 года) — за большой вклад в развитие отечественного театрального искусства и многолетнюю плодотворную деятельность[5].
- Заслуженный артист Российской Федерации (14 марта 1994 года) — за заслуги в области искусства[2].